# 칭칭
＜칭칭＞(Tchin-Tchin, Chin-Chin)은 프랑스 파리에 기반을 둔 프랑수아 비에두의 로맨틱 코미디 작품이다. 이후 시드니 마이클스가 각색하였으며 1962년 브로드웨이에서 초연되어 청중과 비평가들로부터 호평 받았다. 성향이 정반대인 영국 중산층의 중년 여성 패멀라와 이탈리아 출신의 케사리오가 가정을 지키기 위해 의기투합해 가는 과정이 묘사된다.

## 개요
1962년 10월 25일 브로드웨이 플리머스 극장에서 개막해 1963년 5월 18일까지 225회 공연되었다. 이 공연이 토니어워즈에서 최고의 희곡 및 연극 부문 외 다수 부문에 노미네이트되었다.
패멀라와 케사리오는 배우자가 상대 배우자와 바람을 피우고 있는 사실을 알고 대책을 의논하기 위해 만난다. 의사 남편에게 버림받고 산산이 부서지는 억눌린 영국 여성 패멀라와 매사 활기차고 긍정적이며 아내를 지극히 사랑하는 이탈리아 남성 케사리오는 상반된 성향 때문에 부딪치면서도 가정을 지키기 위해 힘을 모으려 한다. 하지만 두 사람의 노력은 결국 수포로 돌아가고 만다. 배우자의 불륜을 막지 못한 두 사람은 서로를 위로하며 점점 가까운 사이로 관계를 발전시켜 나간다. 까칠했던 패멀라가 활기찬 케사리오에게 천천히 동화되면서 그의 지나친 음주 습관까지 닮아 간다.
1991년에는 영화로도 제작되었는데, 로널드 하우드가 각색을, 진 삭스가 연출을 맡았다.
프랑수아 비에두의 원작은 1959년 파리 몽파르나스 포셰 극장에서 초연되었는데 작가 자신이 케사리오 역을 연기했다.